# Емблема Сомаліленду
Герб Сомаліленду, колишнього британського протекторату, був опублікований 14 жовтня 1996 року разом з прапором Сомаліленду, після схвалення їх проектів Національної конференцією. Республіка Сомаліленд, що декларувала свою незалежність від Сомалі в 1991 році, як і раніше не визнана жодною державою світу.

## Символіка
Герб складається з рівнозбалансованних за розміром стилізованих символів, що зображують правосуддя між сомалійським народом, орла кавового кольору, який тримає в лапах знак демократії; під ним зображені дві руки в рукостисканні, що представляють рівноправність і політичну свободу між народами Сомаліленду, і оливкову гілку, яка символізує мир між народами Сомаліленду. Жовтий фон герба означає світло, гарну культуру і народ Сомаліленду.
Арабський каліграфічний напис червоного кольору нагорі герба, в перекладі на українську, говорить: «В ім'я Аллаха, Милостивого, Милосердного». Це символізує той факт, що іслам — офіційна релігія, визнана в Сомаліленді.

### Історія герба
|  | Цей розділ статті ще не написано. Ви можете допомогти проєкту, написавши його. |

|  | Цей розділ статті ще не написано. Ви можете допомогти проєкту, написавши його. |